# Chinesische Botschaft in Bern

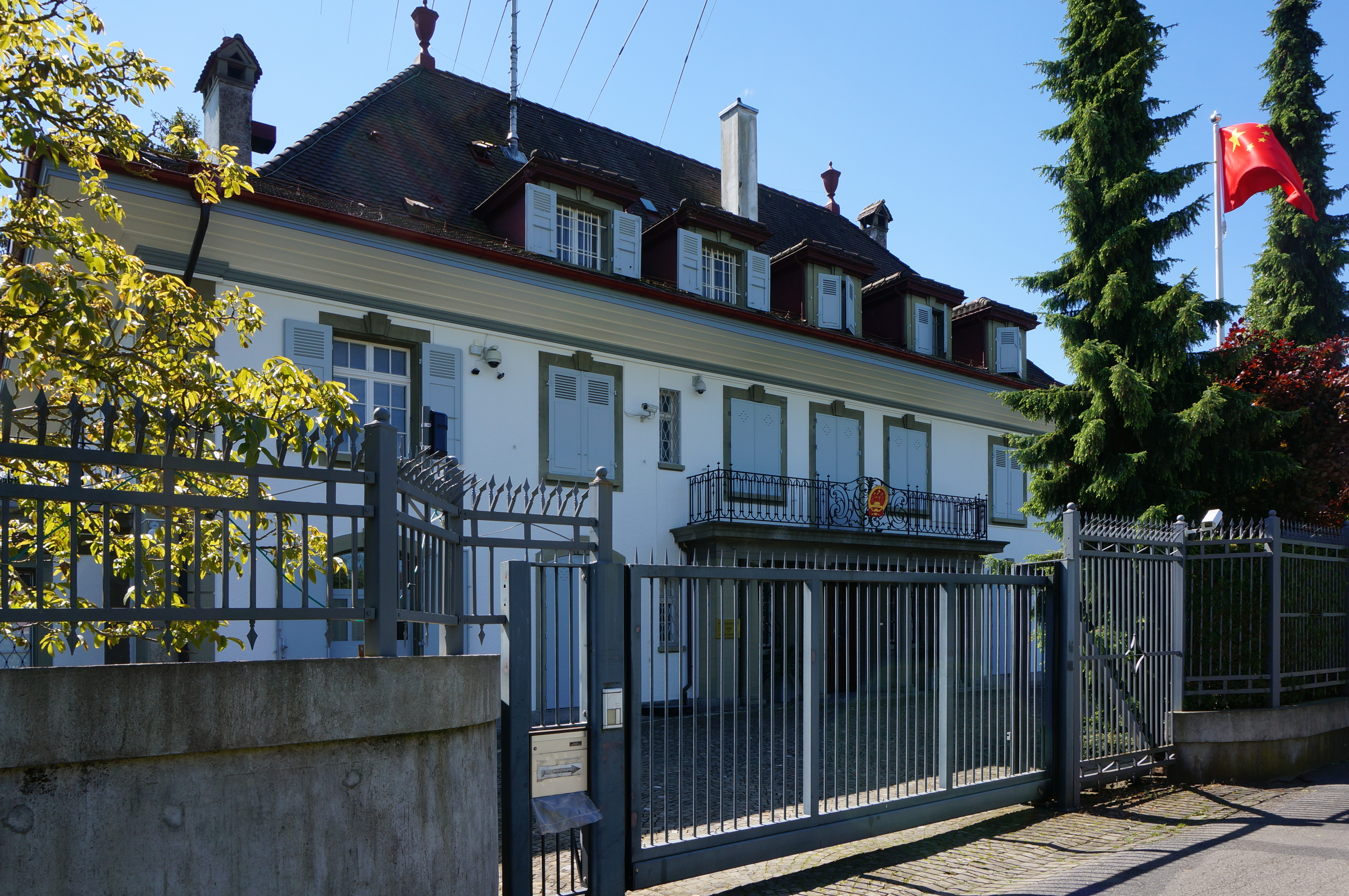
Botschaftsgebäude, Kalcheggweg 10 (2014)

Die chinesische Botschaft in Bern (chinesisch 中华人民共和国驻瑞士联邦大使馆 版) ist der Hauptsitz der diplomatischen Vertretung der Volksrepublik China in der Schweizerischen Eidgenossenschaft. Botschafter ist seit 2020 Wang Shihting.
Nachdem die Schweiz als eines der ersten Länder in Europa die Volksrepublik China am 17. Januar 1950 anerkannt hatte, wurden die diplomatischen Beziehungen zwischen den beiden Staaten im September 1950 aufgenommen. Im Dezember 1950 wurde das erste Personal nach Bern in die chinesische Mission entsandt. Seit 1954 unterhält China zudem ein Generalkonsulat in Genf. Im Januar 1956 wurde die Mission zur Botschaft erhoben.

## Spionage im Kalten Krieg
Die chinesische Mission und spätere Botschaft fungierte während des Kalten Kriegs, insbesondere in den 1950er- und 1960er-Jahren, als Geheimdienstzentrum, von dem aus Spionage betrieben wurde. Bereits vier Monate nach der Eröffnung gab es dazu Gerüchte.
1954 wurde Guo You-shou, Kulturattaché der Republik China in Brüssel, von der Botschaft als Agent  rekrutiert. Der Taiwaner mit Festlandchina-Wurzeln unternahm 35 Geheimdienstmissionen in der Schweiz, war aber auch in Belgien geheimdienstlich für die Volksrepublik tätig. 1966 wurde Guo in Genf verhaftet. Sein Hauptkontakt war Wang Erh-kang, der zweite Botschaftssekretär, der nach Aufdeckung der Spionage zur Persona non grata erklärt wurde. Wang wurde durch Chen Wen-Kuei ersetzt, welche die Kontakte zu den restlichen Informanten hielt und diese sogar erweitern konnte. Von Bern aus wurde europaweit versucht, chinesische Studenten als Informanten anzuwerben. Dabei waren nicht nur Festlandchinesen von Interesse, sondern auch Taiwaner und indonesische Chinesen.
Zudem waren auch chinesischen Restaurants unter Beobachtung der Schweizer Polizeibehörden: Es gab Fälle, in denen wegen Spionageverdachts die Telefone der Restaurants abgehört wurde. In einem Fall hatte ein Küchenchef, der in Zürich arbeitete, Kontakt zur Botschaft in Bern, woraufhin sein Arbeitsvisum nicht verlängert wurde. Auch in anderen europäischen Ländern waren die China-Restaurants im Visier der lokalen Behörden. Mehrere China-Restaurants in Belgien erhielten Geld von der Botschaft in Bern. In einem Fall konnte nachgewiesen werden, dass ein China-Restaurant in Frankreich Geld aus der Schweiz erhielt und dieses nach Belgien weiterleitete. Man geht davon aus, dass in den 1960er-Jahren tatsächlich etwa eine Handvoll Restaurants in der Schweiz in nachrichtendienstliche Angelegenheiten involviert waren, wobei eines auch einen Kontakt nach Frankreich hatte, was auf ein internationales Nachrichtendienstnetzwerk hindeutete.
China unterstützte von der Botschaft in Bern aus auch pro-kommunistische Organisationen, speziell pro-chinesische Organisationen in ganz Europa. Diese erhielten Instruktionen, Propagandamaterial und manchmal auch finanzielle Unterstützung. Ab den 1960er-Jahren und vor allem nach dem chinesisch-sowjetischen Zerwürfnis gab es Besuche lateinamerikanischer kommunistischer Organisationen in der Berner Botschaft. Auch Reisen nach China wurden oft von der chinesischen Botschaft aus organisiert.
Des Weiteren versuchte die Volksrepublik, die Botschaft als Ausgangspunkt von Wirtschaftsspionage zu nutzen. Dabei wurden Wirtschaftsvertreter nach Muri bei Bern eingeladen. Bei zur Erschwerung der Ermittlungen Schweizer Immigrationsbehörden kurzfristig angekündigten Firmenbesuchen wurde versucht, an Informationen zu bekommen. Schweizer Firmen beschwerten sich auch, dass Chinesen versuchten, Teile der Fabrikation zu sehen, sie nichts mit dem gefragten Produkt zu tun gehabt haben. Chinesen kauften auch legal Maschinen und versuchten, sie dann in China zu kopieren.
Es gab eine Wissenschaftsspionage von der chinesische Botschaft in den 1950er- und 1960er-Jahren. So wurden viele wissenschaftliche Aufsätze gekauft und nach China versendet, um sie dort zu übersetzen. Auch hatte der chinesische Militärattaché und seine Assistenten viele militärwissenschaftliche Publikationen, vor allem aus den Vereinigten Staaten, Grossbritannien und Kanada, gekauft und weiter in das Heimatland versandt. Zudem versuchte man aus der Botschaft in Bern heraus, Güter, welche unter einem Embargo standen, illegal nach China zu versenden. Dabei nutzte man westliche Geschäftsleute anstatt Chinesen.
Die Bundespolizei wiederum führte Gegenspionage durch und legte dafür Akten zu Personen, die mit der Botschaft in Kontakt standen, an. Diese wurden in sechs Kategorien unterteilt: Akten über das Botschaftspersonal, über Geschäftsleute mit Botschaftskontakt, über zivile Informanten, nachrichtendienstliche Agenten sowie Kommunisten bzw. Kommunistenunterstützer inklusive Personen, welche Propagandamaterial nachfragten.
Die Bundespolizei betrachtete grundsätzlich jeden Angehörigen der Botschaft als potentiellen Agenten. Da nicht nur Agentennetze unterhalten wurden, sondern viele Botschaftsangehörige auch nur mit Informationsbeschaffung beschäftigt waren, zeichnete das Bundesamt auf, welche Bücher durch Chinesen in Schweizer Buchläden gekauft wurden.
Die Schweiz versuchte auch, Agenten gar nicht erst als Botschaftsangehörige in das Land zu lassen. Dazu erhielten die Schweizer Polizisten Informationen von der CIA und dem MI6.

## Missionschefs
- 1956–1959: Feng Hsuan (1915–1986)

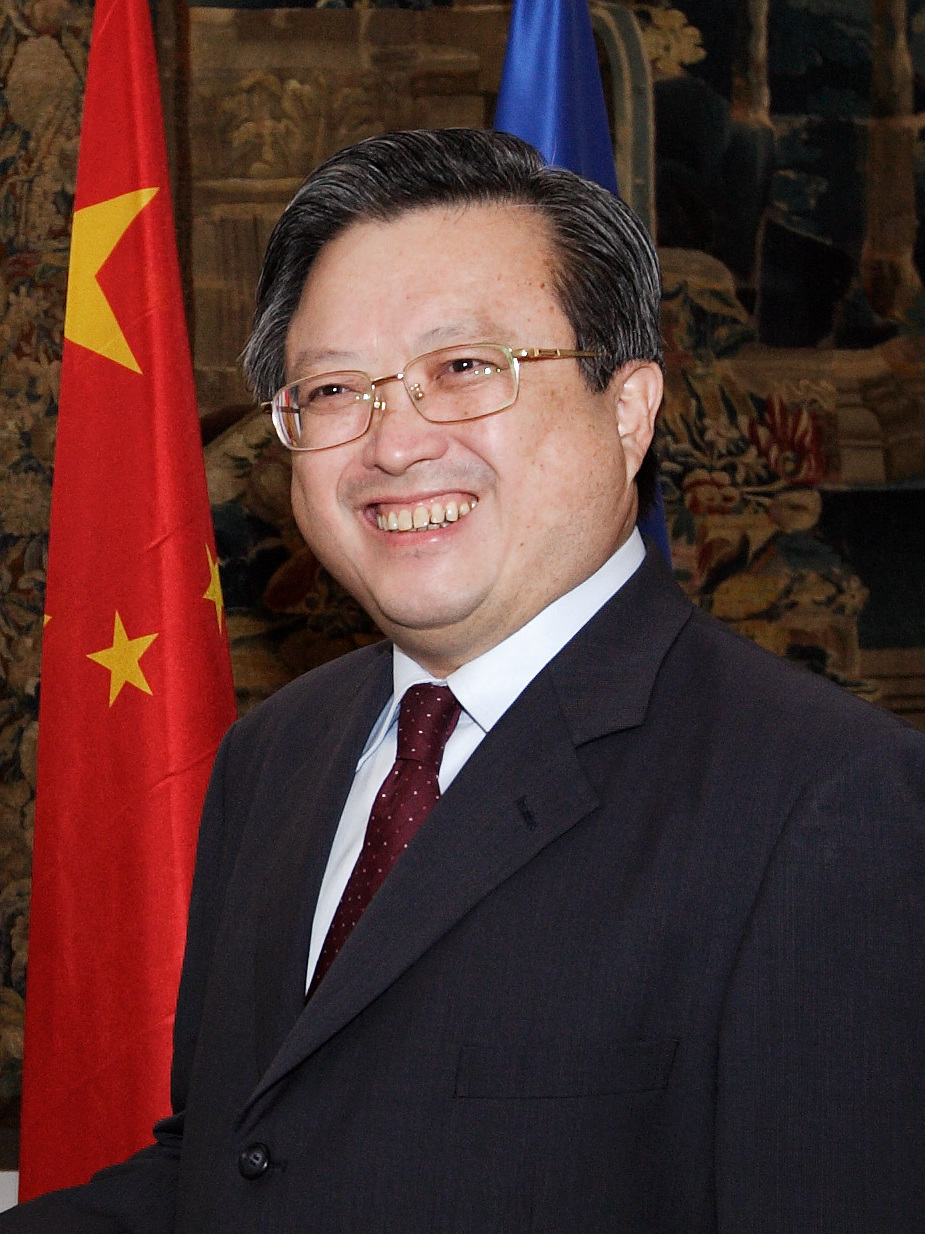
Zhu Bangzao (2012)

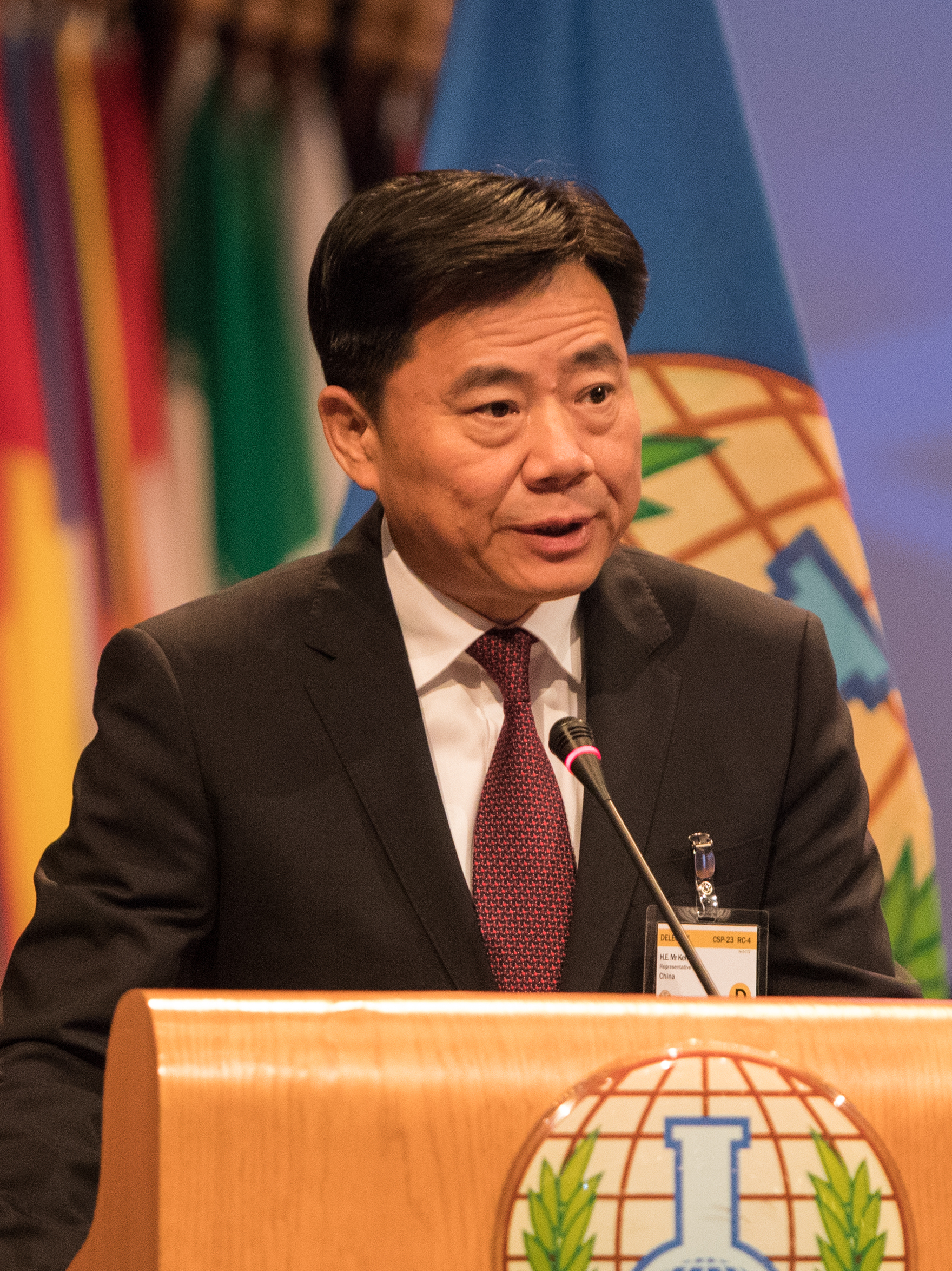
Wu Ken (2018)

- 1959–1966: Li Ching-chuan (* 1919)
- 1966–1969: Cheng Wei-chih (* 1914)
- 1970–1975: Tchen Tche-fang (* 1906)
- 1976–1982: Li Yun-tchouan (1919–2016)
- 1984–1987: Tian Jin (* 1924)
- 1987–1990: Cai Fangbo (* 1936)
- 1990–1992: Ding Yuanhong (* 1931)
- 1992–1996: Xin Futan
- 1996–2000: Zhou Zizhong[5]
- 2000–2004: Wu Chuanfu
- 2004–2008: Zhu Bangzao (* 1952)
- 2008–2010: Dong Jinyi (* 1949)
- 2010–2013: Wu Ken (* 1961)
- 2013–2016: Xu Jinghu (* 1954)
- 2016–2020: Geng Wenbing[6] (* 1957)
- seit 2020: Wang Shihting (* 1967)[7]